# Mirmande
Mirmande là một xã thuộc tỉnh Drôme trong vùng Auvergne-Rhône-Alpes đông nam nước Pháp. Xã Mirmande nằm ở khu vực có độ cao trung bình 148 mét trên mực nước biển.